# Academia Europaea
Academia Europaea este o academie paneuropeană⁠(d) dedicată domeniilor umaniste, literelor, dreptului și altor științe. Academia a fost fondată în anul 1988 ca o academie funcțională de dimensiune europeană, care reunește toate domeniile cercetării științifice și academice. Aceasta acționează ca un coordonator al intereselor europene în cadrul agențiilor naționale de cercetare.

## Președinți
- Arnold Burgen (1988–1994)
- Hubert Curien (1994–1997)
- Stig Strömholm (1997–2002)
- Jürgen Mittelstraß (2002–2008)
- Lars Walløe (2008–2014)
- Sierd Cloetingh (2014–2021)
- Marja Makarow (din 2021)

## Membri români notabili
De-a lungul timpului, mai mulți cercetători și academicieni români au fost aleși membri ai Academiei Europaea, în semn de recunoaștere a contribuțiilor lor semnificative în domeniile lor de activitate. Printre aceștia se numără:
- Ioan-Aurel Pop – istoric și profesor universitar, ex-rector al Universității Babeș-Bolyai și președinte al Academiei Române.[3]

- Solomon Marcus – matematician și lingvist, membru fondator al domeniului lingvisticii matematice și pionier în științele cognitive.[4]

- Doru Todericiu – istoric al științei și al tehnologiei, recunoscut pentru studiile sale în istoria mecanicii și ingineriei medievale.[5]